# Aniceto Carvajal Sobrino
Aniceto Carvajal Sobrino (n. 1897) fue un militar español, que participó en la guerra del Rif y en la Guerra Civil Española. Diplomado en Estado Mayor, llegó a obtener la Cruz Laureada de San Fernando.

## Biografía
Nació en la localidad toledana de Navalcán el 4 de septiembre de 1897. 
Ingresaría en la Academia de Infantería de Toledo en 1916, de la que salió cuatro años después licenciado con la graduación de alférez. Destinado inicialmente al regimiento de Galicia, en 1922 —tras haber ascendido a teniente— fue destinado a la 2.ª Bandera del Tercio de Extranjeros. Destinado a la zona del protectorado de Marruecos, intervino en diversas acciones militares, por las cuales obtendría en 1926 el ascenso a capitán. Tres años después, en febrero de 1929, mediante real orden se le impuso la Cruz Laureada de San Fernando por su actuación en la toma de Sidi Mesaud (1924).
En 1933 ingresó en la Escuela Superior de Guerra, en Madrid, donde se diplomaría como oficial de Estado Mayor.
Tras el estallido de la Guerra civil se mantuvo fiel a la República. Formó parte del Estado Mayor del Ejército del Centro, que agrupa a las unidades que combatían en Madrid y sus alrededores. En marzo de 1937 pasó a ser jefe de Estado Mayor del recién creado IV Cuerpo de Ejército, interviniendo en la Batalla de Guadalajara. Más adelante se hizo cargo de la jefatura de Estado Mayor del XXI Cuerpo de Ejército, a las órdenes del teniente coronel Juan Perea Capulino. Ascendido al rango de coronel, en 1938 sería designado jefe de Estado Mayor del Ejército del Este. En aquella época el Ejército del Este guarnecía la línea defensiva del río Segre.
Tras la caída de Cataluña y la posterior derrota republicana se exilió a Francia, marchando luego a México.

## Familia
Fue yerno del general Sebastián Pozas, que durante la contienda fue comandante de los Ejércitos del Centro y Este.

## Distinciones
- Cruz Laureada de San Fernando (1929)